# Literatura pali
La literatura pali está principalmente relacionada con el budismo theravada, del cual el pali es la lengua tradicional.

## India
La primera y más importante obra de la literatura pali es el Canon Pali, las escrituras sagradas del budismo theravada. La mayoría proceden de La India y fueron escritas en Ceilán en el último siglo de la era común a partir de la tradición oral.

## Sri Lanka
Sri Lanka se convirtió en la base del budismo teravada durante siglos, y la mayor parte de la literatura pali en este periodo fue escrita ahí, aunque algunas obras fueron producidas en el sur de La India. Después de un periodo después de la compleción del canon en el cual apenas se produjo literatura en pali, esta comenzó de nuevo con el Dipavamsa, una crónica en verso del budismo en La Indica y Ceilán, seguida por una obra similar pero más larga, el Mahavamsa.

## Birmania
Desde el siglo XV la literatura pali ha estado dominada por los birmanos, aunque también se ha escrito en Tailandia, Laos y Camboya, así como en Ceilán (Ceilán = Sri Lanka). Esta literatura birmana ha estado dominada por escritos relacionados con el Abhidhamma-pitaka (Canasta de los Textos Superiores) la parte del canon relacionada con la filosofía, la psicología, la metafísica, etc.
- Datos: Q3630438